# Gwatemala na Letnich Igrzyskach Olimpijskich 1992
Gwatemalę na Letnich Igrzyskach Olimpijskich 1992 reprezentowało 14 zawodników: 12 mężczyzn i dwie kobiety. Był to 9 start reprezentacji Gwatemali na letnich igrzyskach olimpijskich.

## Skład kadry

### Boks
Mężczyźni
- Magno Ruiz waga kogucia do 54 kg - 17. miejsce,
- Mauricio Ávila waga lekka do 60 kg - 9. miejsce,

### Gimnastyka
Kobiety
- Luisa Portocarrero

wielobój indywidualnie - 18. miejsce,
ćwiczenia wolne - 28. miejsce,
skok przez konia - 32. miejsce,
ćwiczenia na poręczach - 37. miejsce,
ćwiczenia na równoważni - 13. miejsce,

### Pięciobój nowoczesny
Mężczyźni
- Sergio Sánchez - indywidualnie - 47. miejsce,

### Pływanie
Kobiety
- Blanca Morales

100 m stylem motylkowym - 41. miejsce,
200 m stylem motylkowym - 28. miejsce,
Mężczyźni
- Andrés Sedano - 50 m stylem dowolnym - 60. miejsce,
- Gustavo Búcaro

50 m stylem dowolnym - 63. miejsce,
100 m stylem dowolnym - 58. miejsce,
200 m stylem dowolnym - 40. miejsce,
400 m stylem dowolnym - 40. miejsce,
- Helder Torres

100 m stylem dowolnym - 61. miejsce,
200 m stylem dowolnym - 44. miejsce,
400 m stylem dowolnym - 40. miejsce,
1500 m stylem dowolnym - 29. miejsce,
- Andrés Sedano, Roberto Bonilla, Helder Torres, Gustavo Búcaro - sztafeta 4 x 100 m stylem dowolnym - 17. miejsce,
- Andrés Sedano, Helder Torres, Roberto Bonilla, Gustavo Búcaro - sztafeta 4 x 200 m stylem dowolnym - 17. miejsce,
- Roberto Bonilla

100 m stylem klasycznym - 49. miejsce,
200 m stylem klasycznym - 43. miejsce,
200 m stylem zmiennym - nie sklasyfikowany (dyskwalifikacja w eliminacjach),
400 m stylem zmiennym - 31. miejsce,
- Gustavo Búcaro - 100 m stylem motylkowym - 57. miejsce,
- Roberto Bonilla, Helder Torres, Gustavo Búcaro, Andrés Sedano - sztafeta 4 x 100 m stylem zmiennym - 22. miejsce,

### Podnoszenie ciężarów
Mężczyźni
- Luis Coronado - waga do 75 kg - 28. miejsce,

### Strzelectwo
- Francisco Romero Arribas - skeet - 24. miejsce,

Mężczyźni
- Julio Sandoval - ruchoma tarcza 10 mm - 17. miejsce,
- Cristian Bermúdez - ruchoma tarcza 10 m - 20. miejsce,

### Zapasy
Mężczyźni
- Mynor Ramírez - styl klasyczny waga do 48 kg - odpadł w eliminacjach,